# Motte castrale de La Clotte
La motte castrale de La Clotte se situe à l'extrême sud du département de la Charente-Maritime, à la frontière avec celui de la Gironde. Elle est aujourd'hui complète et en bon état de conservation.
L'intérêt du site est triple :
- Il se compose de la motte qui est un tertre naturel en calcaire d'une surface et d'un volume importants.
- L'intérieur du bloc monolithe fut aménagé en souterrain refuge de plusieurs pièces.
- La motte était associée à une basse-cour, une barbacane située sur une petite motte et deux niveaux de fossés.

Depuis 2007, une association de préservation et de valorisation, veille à l'entretien, à la sauvegarde et à la mise en valeur du site castral (ASMSL).

## Description[1]

### La tertre de calcaire
Le tertre naturel est en calcaire du crétacé (environ 100 millions d'années). Il est de forme ovoïde, orienté nord-sud selon son grand axe (62 mètres) et est-ouest selon son petit axe (42 mètres), sa superficie est de 2 050 mètres carrés. Il mesure 12 mètres de hauteur depuis sa base actuelle (soit environ deux mètres de moins qu'à la période d'occupation médiévale) et son volume estimé est de 20 000 mètres cubes. Cet espace de la haute-cour devait accueillir des infrastructures défensives et/ou domestiques, mais dans l'état actuel des recherches, rien ne permet d'en définir l'emplacement et la taille.

### Le souterrain-refuge
Le souterrain aménagé à l'intérieur du bloc monolithe fut aménagé à une époque indéterminée. Il s'agit d'un habitat temporaire de protection et de défense passive en cas de danger. Une partie de ce souterrain a été détruite par le creusement d'une carrière au cours du XIXe siècle. Il subsiste cependant une partie bien conservée avec trois salles qui communiquent par des galeries ainsi que des aménagements défensifs (trous de visées) et domestiques (niches diverses, feuillures de portes). Le souterrain est aménagé en étroite symbiose avec la haute-cour, en témoigne une galerie (aujourd'hui bouchée) menant vers la surface à l'emplacement supposé du donjon.

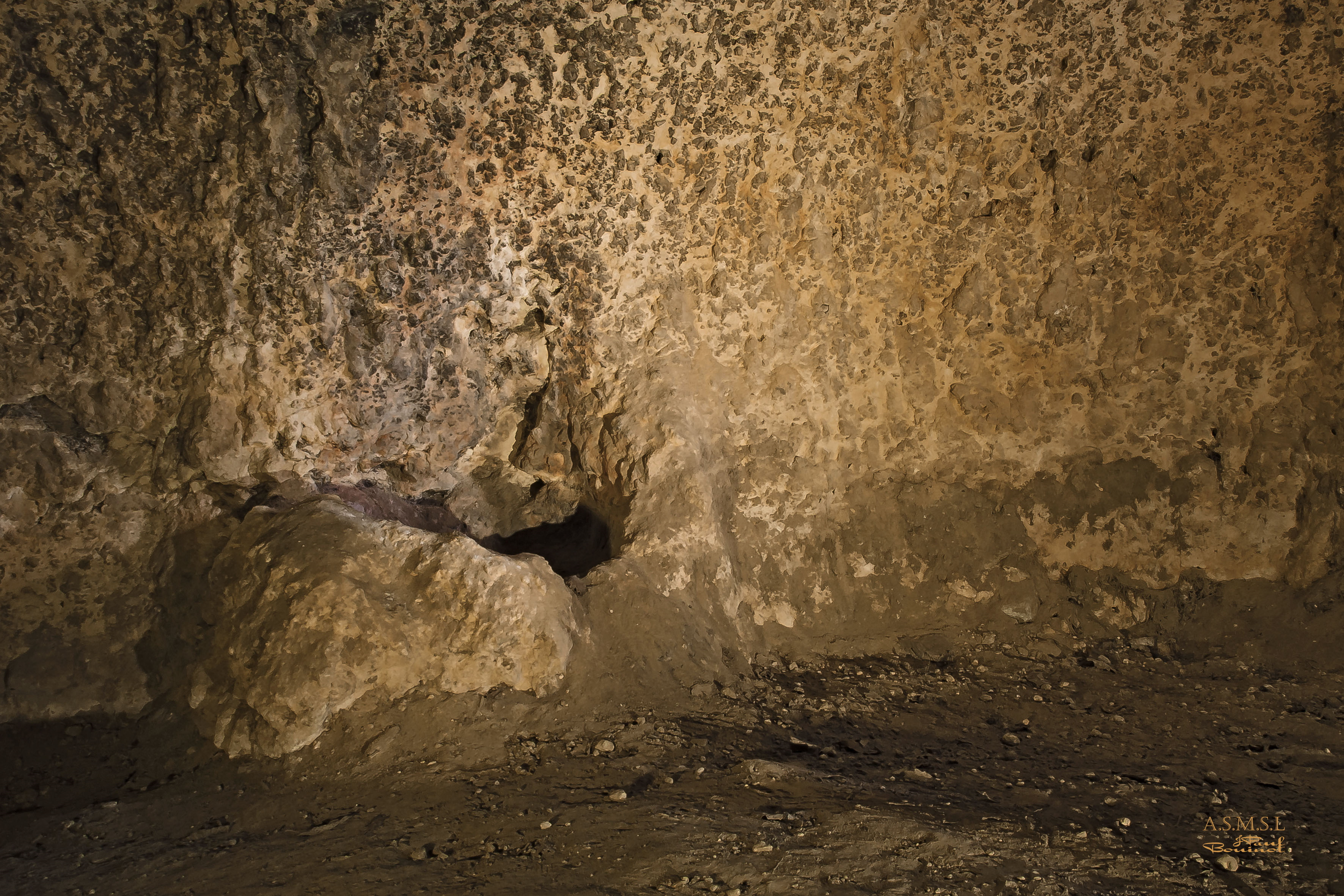
Salle de la vasque
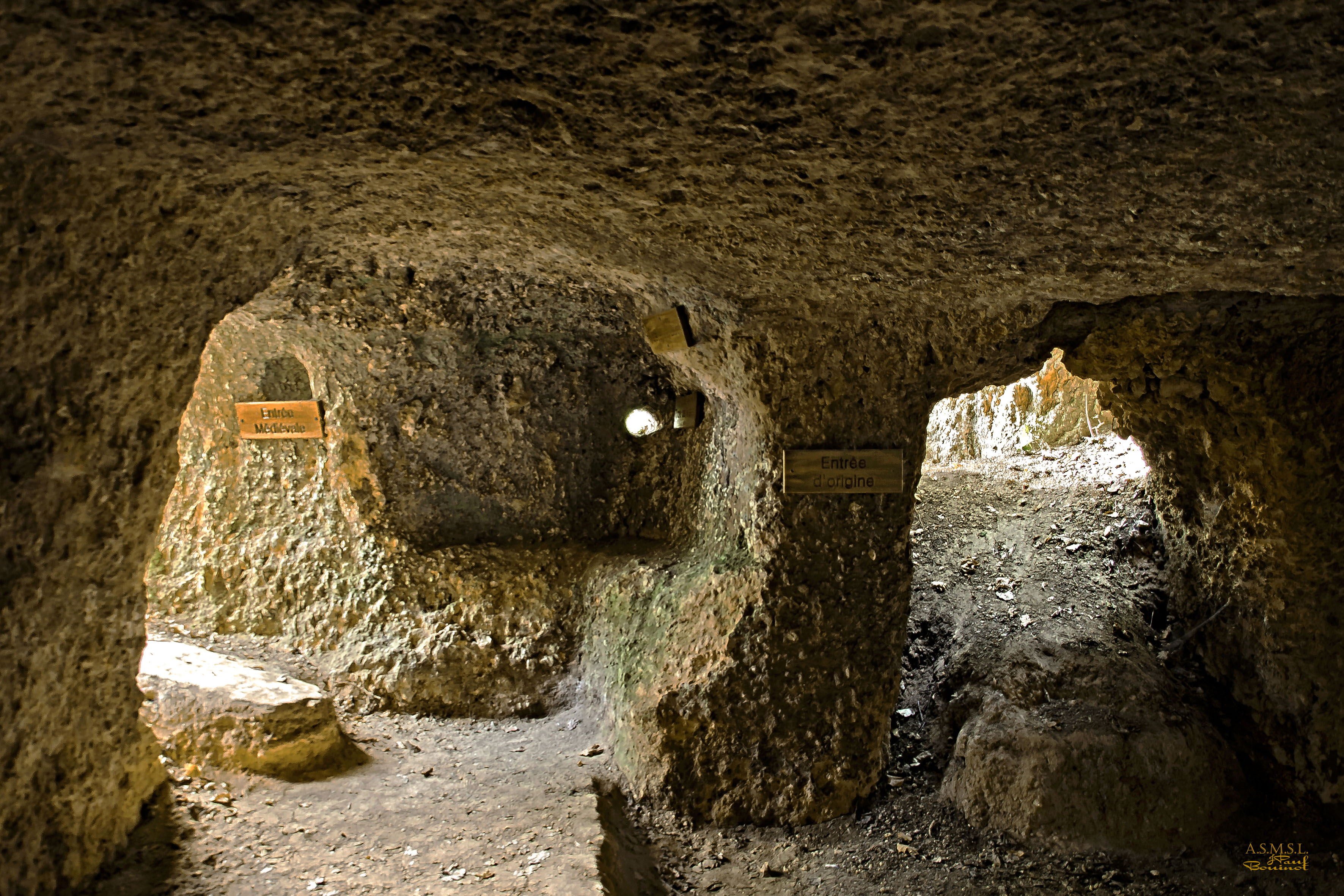
Poste de garde avec trou de visée

### Les espaces périphériques (barbacane, fossés, basse-cour)
La motte féodale était associée à une basse-cour, située au sud du tertre et d'une surface d'environ 5 000 mètres carrés. Elle communiquait avec une barbacane, située sur une petite motte entre le tertre et la basse-cour. Il est probable que des passerelles en bois reliaient ces différents espaces. Le tertre et la barbacane étaient ceinturés par un premier fossé, celui-ci fut occupé par de l'habitat comme l'a montré une fouille archéologique organisée en 2006 dans le cadre de l'aménagement d'un bassin à l'est du site. Un second fossé fut aménagé certainement en parallèle de l'occupation du premier.

## Localisation
La motte castrale de La Clotte se situe dans la commune éponyme au sud du département de la Charente-Maritime, à la frontière avec le département de la Gironde. Il s'agit d'une commune de la région naturelle et historique de Haute-Saintonge, dans l'ancienne Saintonge.

## Historique

### La motte dans les sources et les travaux historiques
La mémoire collective fait remonter la construction du château à la période carolingienne et en particulier à Charlemagne, mais bien que ses armées soient passées dans la région pour mener des expéditions militaires dans la péninsule ibérique, cette paternité reste difficile à prouver.
Les travaux d'André Debord sur les Charentes ne signalent pas de site castral à La Clotte avant le XIe siècle. Le premier texte disponible faisant référence au site de La Clotte date de 1242, il s'agit d'un contrat passé entre Sicard, le seigneur de Montguyon et Henri III, roi d'Angleterre et duc d'Aquitaine qui évoque le renforcement des défenses du château de La Clotte en contrepartie de sa fidélité et de son soutien militaire.
Les historiens locaux n'ont consacré que quelques lignes à la motte de La Clotte. En 1864, Pierre-Damien Rainguet nous signale que "un coteau à pic, placé sur les bords du Lary, conserve les ruines d'un ancien château-fort, [...] assis sur un rocher très élevé et presque imprenable" et un peu plus loin, "On y a découvert, au commencement de ce siècle, l'armure complète d'un chevalier dont les différentes pièces ont été dispersées. Un éperon en or, de forme antique, reste seul témoignage du fait, et se voyait, il y a quelques années, chez le maire de la commune". Ce témoignage semble attester d'une occupation médiévale mais reste superficiel, il est toutefois intéressant de noter que des "ruines" étaient encore présentes au XIXe siècle.

### La période préhistorique
Au milieu du XXe siècle, Germain Gaborit, évoque la découverte de silex qui laissent penser que le souterrain semble occupé dès la préhistoire. La présence de nombreux sites mégalithiques (Montguyon, Saint-Palais-de-Négrignac...) nous montre que la région est occupée au moins depuis le Néolithique.

### La période médiévale: le site lors de la bataille de Guîtres-La Clotte (1341)
En 1910, Louis David fait référence à la bataille qui se déroule à Guîtres et La Clotte au début de la guerre de Cent Ans. Ce texte a le mérite de mettre en valeur le site castral qui est peu présent dans les travaux d'historiens. L. David se base sur le récit de la bataille qui est relaté au folio 133r du Livre Velu de Libourne qui a fait l'objet de modifications introduites par les copistes du XVe siècle et qui soulève de nombreux problèmes d'interprétations comme en témoignent les ouvrages de J.-B.-A. Souffrain ou de R. Guinodie.

Dans le cadre de la guerre de Cent Ans, l'opposition franco-anglaise en Aquitaine fut récurrente et la plupart des seigneurs locaux ont choisi la coopération avec les Anglais. La bataille de Guîtres-La Clotte s'inscrit dans un contexte de conflits larvés, voici le récit qui en est fait dans le Livre Velu de Libourne :
En l'an 134?, après la Saint-Barthélémy, se déroula la bataille de Guîtres et les gens de Bordeaux sortirent vainqueurs de la première bataille et leur firent quitter la ville et les forcèrent à se réfugier dans un château nommé Laclote et furent là-dedans reclus : le sénéchal de Saintonge, le sénéchal du Poitou, le sénéchal d'Angoulême, le sénéchal de Bigorre, le sénéchal du Périgord et autres grands seigneurs entre les puissants. Ceux dont les noms suivent furent faits prisonniers par les gens d'armes de messire Huguo de Genebra, capitaine pour notre seigneur le roi de France : messire Guy Sénéchal, le seigneur de Mouleon, le seigneur de Moguion, le seigneur de Pinssac, le seigneur de Damac, le seigneur de Crupinhac, le seigneur de Maugezer, messire Aimeric de Rochechoart, le viguier de Monguion, le lieutenant sénéchal d'Engoleyme, messire Pey Ferran, messire Aymar de la Lempuha, messire Pey de Charemenxs, messire Bertrand Marquo, le seigneur de Sobtebreu, messire Rampnoi Donat, messire Pey Andriu, le frère du seigneur d'Archiac, le seigneur d'Amblavila, les deux fils du seigneur de Mouleon, le seigneur de Mens, Jauffre de Chessac, Gaussemot de Blanzac, Johan de Cantillac, Guilhem Urboys et son frère Gme Taradus, Poncet d'Amblavila, le fils de messire Ramon Donnat et plusieurs autres gentilshommes.
Plusieurs anomalies ont été identifiées dans ce texte par Bernard Laval. En effet, il note que plusieurs grattages-remplacements visibles sur le manuscrit de Libourne rendent le texte incohérent. Tout d'abord, il a montré, en recoupant les informations avec des sources anglaises, que la date de la bataille est le 28 août 1341. Cette réhabilitation chronologique remet également en cause les erreurs des historiens locaux (Souffrain, Guinodie) qui attribuaient la victoire au comte de Derby, futur duc de Lancastre, Henri de Grosmont qui n'est arrivé en France qu'en 1345.
Ensuite, au sujet de la mention "rey de France" à la ligne sept du manuscrit qui a été réécrite sur un grattage, une comparaison avec le Livre des Coutumes de Bordeaux nous montre que la mention initiale est bien "lo rey de Angleterra". De plus Hugues de Genève (Huguo de Genebra), mentionné dans le texte est bien dans l'entourage du roi d'Angleterre ce qui confirme la substitution.
Concernant le déroulement de la bataille, ce sont donc 31 chevaliers dont Auger de Montguyon, seigneur des lieux qui furent faits prisonniers à La Clotte. Toutefois, aucune trace du château de La Clotte n'apparaît dans les sources postérieures ce qui peut laisser penser que ce dernier fut détruit à la suite de cette bataille. Des fouilles archéologiques menées sur le site en 2007 montrent la présence de foyers d'incendies qui pourraient valider cette hypothèse.

### La fin de l'Ancien Régime et le partage du site seigneurial
La fonction défensive du château de La Clotte disparaît donc au cours de la guerre de Cent Ans, néanmoins la fonction agricole demeure jusqu'à la Révolution sous le contrôle des seigneurs de Montguyon-Montlieu. Les derniers possesseurs du site, les gendres du duc de Soubise, inscrits sur la liste des émigrés furent dessaisis de leurs biens. Mais ces biens ne furent pas saisis au titre des biens nationaux contrairement à ceux de Montguyon.
Sur le cadastre napoléonien, la motte est divisée en 16 parcelles, ce qui correspond peut-être aux 16 tenanciers qui travaillaient pour le seigneur sur les terres clottaises. Sur le cadastre actuel figurent 17 parcelles, une des parcelles ayant été certainement partagée en deux lors d'un héritage. Cette situation, figée depuis la période révolutionnaire, renforce l'idée d'un partage de droits féodaux.

### Le site d'extraction auXIXesiècle
Au XIXe siècle, le site fut exploité comme une carrière de calcaire, ce qui a entraîné la destruction de 3 pièces du souterrain refuge, repérables assez facilement grâce à certains indices (feuillures, linteaux, niches).

### Un site redécouvert et mis en valeur
En juillet 2007, une association fut créée pour s'occuper de l'entretien, de l'animation et des visites sur le site, longtemps oublié des habitants de la région. Tous les ans cette association organise une fête médiévale à la fin du mois d'août afin de faire connaître et de mettre en valeur ce patrimoine local.